# Phyllophaga fusca
Phyllophaga fusca är en skalbaggsart som beskrevs av Frölich 1792. Phyllophaga fusca ingår i släktet Phyllophaga och familjen Melolonthidae. Inga underarter finns listade i Catalogue of Life.